# Phytocrene palmata
Phytocrene palmata är en tvåhjärtbladig växtart som beskrevs av Nathaniel Wallich. Phytocrene palmata ingår i släktet Phytocrene och familjen Icacinaceae. Inga underarter finns listade i Catalogue of Life.